# Nogizaka Haruka no himitsu
Nogizaka Haruka no himitsu (乃木坂春香の秘密? lett. "Il segreto di Haruka Nogizaka") è una light novel ideata da Yūsaku Igarashi e illustrata da Shaa. La serie iniziò la pubblicazione sulla vecchia rivista Dengeki della MediaWork il 18 giugno 2002, il primo romanzo venne pubblicato il 10 ottobre 2004 e a tutt'oggi sono editi 10 volumi dalla ASCII Media Works sotto l'etichetta della Dengeki Bunko. Un adattamento come manga è stato iniziato da Yasuhiro Miyama a partire dal 26 agosto 2006 pubblicato sulla rivista di manga seinen Dengeki Moeoh, sempre edita dalla ASCII Media Works. Tra luglio e settembre 2008 lo Studio Barcelona ha realizzato un anime basato sulla light novel. Anche un visual novel per PlayStation 2 è stata commercializzata in Giappone a partire da settembre 2008.
Nella stagione autunnale 2009 ha avuto inizio la proiezione della seconda serie dal titolo Nogizaka Haruka no himitsu: Purezza (乃木坂春香の秘密 ぴゅあれっつぁ?), che, come la prima, è composta da 12 episodi animati dallo Studio Barcelona. A luglio 2011 è stata annunciata una terza serie, è composta da quattro OAV in uscita a partire da agosto 2012.

## Trama
Nogizaka Haruka no himitsu è ambientata in una scuola privata giapponese, la Hakujō Academy, ed è incentrata sul protagonista maschile Yūto Ayase e sulla sua compagna di classe Haruka Nogizaka. Yūto è un ragazzo ordinario, al contrario Haruka è molto bella, intelligente e ricca, per questo motivo viene considerata come la ragazza inarrivabile della scuola ed è ammirata da tutti i suoi compagni di classe che l'hanno soprannominata "Nuit Étoile" (La stella luminosa della notte scintillante fluorescente) e "Lumière du Clavier" (La splendente principessa del pianoforte).
Un giorno Nobunaga Asakura, un amico di Yūto, chiede a Yūto di riconsegnare un libro alla biblioteca scolastica, proprio qui per caso incontra Haruka e scopre il suo segreto, cioè la sua incredibile passione per anime, manga e la cultura otaku, passione ritenuta inutile dal padre di Haruka e proprio per questa tenuta segreta a tutti, padre compreso. Per questa ragione Yūto le promette di mantenere il segreto e nel corso della storia tra i due si svilupperà un forte legame sostenuto dalla sorella minore di Haruka e dalle due cameriere di casa Nogizaka.

## Personaggi

### Protagonisti
Yūto Ayase (綾瀬 裕人?, Ayase Yūto)
Doppiatore originale: Wataru Hatano
Yūto è il protagonista della storia, è uno studente ordinario che frequenta il secondo anno di liceo alla Hakujō Academy. Un giorno per caso scopre la passione segreta di Haruka per anime e manga (ossia è un'otaku), e da quel momento inizia ad uscire con lei attirando l'invidia di quasi tutti i suoi compagni di scuola (nonostante all'inizio dicesse di aver rinunciato alle ragazze, a causa di sua sorella e della sua professoressa amica di lei, che lo stuzzicano e lo trattano come un servo). Yūto vive con i suoi genitori e la sorella maggiore Ruko, i suoi genitori tuttavia, sono spesso via per lavoro e quindi poco presenti a casa.
Haruka Nogizaka (乃木坂 春香?, Nogizaka Haruka)
Doppiatore originale: Mamiko Noto
Haruka è la protagonista femminile ed è una compagna di classe di Yūto. È l'idolo della scuola per la sua bellezza e intelligenza tanto da essere chiamata "Nuit Étoile" e "Lumière du Clavier". È molto brava nel suonare il piano tanto da aver vinto tutti i concorsi internazionali. Molto gentile nei modi di fare ha una passione segreta per manga e anime, proprio questa passione le creò molti problemi alle medie per i pregiudizi verso la cultura otaku e per questo la tiene nascosta a tutti, anche alla sua famiglia, in particolare al padre. Quest'amore per anime e manga nacque alcuni anni prima quando in un parco Yūto le regalò la sua prima copia di Innocent Smile. Nonostante il suo grande talento Haruka è proprio negata per il disegno, tuttavia nessuno ha il coraggio di dirle la verità. Sua sorella minore Mika rivela in seguito che Haruka è piuttosto lenta a capire certe cose. Infatti, quando Yūto accompagna Shiina a casa e Haruka non si ingelosisce per niente, quando Mika fa notare che "ogni ragazzo deve accompagnare a casa la ragazza" (riferendosi a sua sorella) questa non capisce e domanda: "Ma non è per questo che Yūto sta riportando Shiina a casa?", lasciando la sorellina e le cameriere sbigottite.

### Compagni ed insegnanti
Nobunaga Asakura (朝倉 信長?, Asakura Nobunaga)
Doppiatore originale:Reiko Takagi
Nobunaga è un amico di infanzia di Yūto che frequenta la stessa scuola, benché in una classe differente. Ha una personalità allegra ed amichevole, ed ottiene ottimi risultati scolastici. Inoltre è molto popolare fra le ragazze che lo considerano un bishōnen. Tuttavia, è anche un otaku incallito, appassionato di manga ed anime.
Yukari Kamishiro (上代 由香里?, Kamishiro Yukari)
Doppiatore originale:Miyu Matsuki
Insegnante nella classe di Yuuto ed Haruka, la professoressa Kamishiro passa la maggior parte del proprio tempo a casa Ayase, ubriacandosi con Ruko, la sorella di Yuuto, di cui è amica di vecchia data. Quando è sobria sembra invece maggiormente interessata alle relazioni sessuali dei propri studenti. Ha alle spalle una lunga serie di relazioni fallite (forse è per questo motivo che si ubriaca spesso).
Shiina Amamiya (天宮 椎菜?, Amamiya Shiina)
Doppiatore originale:Rina Satō
Shiina si trasferisce nella classe di Haruka e Yuuto ad anno scolastico iniziato, dopo essersi scontrata ripetutamente con Yuuto nei giorni precedenti. Svilupperà gradualmente un sentimento nei confronti di Yuuto, ma si rende conto di non poter competere con Haruka.
Mai Asahina (朝比奈 麻衣?, Asahina Mai)
Doppiatore originale:Aki Toyosaki
Compagna di classe di Yuuto e Haruka, è una ragazza tranquilla e studiosa con gli occhiali, che viene spesso mostrata insieme a Shiina e Ryōko.
Ryōko Sawamura (澤村 良子?, Sawamura Ryōko)
Doppiatore originale:Eri Kitamura
Compagna di classe di Yuuto e Haruka, è una ragazza vivace ed esuberante dai capelli verdi, che viene spesso mostrata insieme a Shiina e Mai.
Nagai, Takenami, & Ogawa (永井・竹浪・小川?)
Doppiatore originale:Eiji Miyashita (Nagai), Hiroki Yasumoto (Takenami), Jun Ōsuka (Ogawa)
Sono un gruppo di tre compagni di classe maschi di Yuuto, a cui fanno tutti riferimento come ai tre idioti, per il loro modo di fare superficiale.

### Famiglia Ayase
Ruko Ayase (綾瀬 ルコ?, Ayase Ruko)
Doppiatore originale: Hitomi Nabatame
Sorella maggiore di Yūto, lavora come cameriera e passa la maggior parte del proprio tempo libero ad ubriacarsi a casa insieme alla sua migliore amica Yukari Kamishiro. In alcune occasioni si è comunque dimostrata alquanto protettiva nei confronti del fratello.

### Famiglia Nogizaka
Mika Nogizaka (乃木坂 美夏?, Nogizaka Mika)
Doppiatore originale: Mai Goto
Sorella minore di Haruka. Ha quattordici anni ed ha l'hobby di interessarsi alla vita sentimentale della sorella, al punto di arrivare a spiarla, con la complicità di Hazuki e Nanami (quest'ultima in particolare). È maliziosa e decisamente più sveglia della sorella maggiore. Finirà per sviluppare dei sentimenti nei confronti di Yuto.
Gentō Nogizaka (乃木坂 玄冬?, Nogizaka Gentō)
Doppiatore originale: Fumihiko Tachiki
Capo della facoltosa famiglia Nogizaka, è il padre di Haruka e Mika, ed il marito di Akiho. È un uomo potente e rispettato, ed è fortemente geloso delle figlie, tuttavia la moglie è in grado di esercitare un fortissimo ascendente su di lui. Inizialmente disapprovava la passione della figlia per gli anime, ma ha acconsentito a patto che non influenzi in alcun modo i suoi risultati scolastici.
Akiho Nogizaka (乃木坂 秋穂?, Nogizaka Akiho)
Doppiatore originale:Aya Hisakawa
Madre di Haruka e Mika, è la bellissima moglie di Gento. È una donna dolce di carattere molto mite, ma è l'unica in grado di far cambiare idea al marito, con le buone o con le cattive maniere. Il marito sembra avere un certo timore nei suoi confronti.
Hazuki Sakurazaka (桜坂 葉月?, Sakurazaka Hazuki)
Doppiatore originale:Kaori Shimizu
Capo delle cameriere di casa Nogizaka, Hazuki è la tutrice di Haruka ed è un personaggio molto particolare. È apparentemente fredda e priva di sentimenti, benché in realtà sia estremamente premurosa ed amorevole nei confronti di Haruka e degli altri componenti della famiglia. Ha una passione per i peluche e la sua arma di difesa è una sega elettrica.
Nanami Nanashiro (七城 那波?, Nanashiro Nanami)
Doppiatore originale:Kana Ueda
Terza al comando nella squadra di cameriere di casa Nogizaka, Nanami è la tutrice di Mika, ed al contrario di Hazuki è una ragazza vivace ed allegra. Viene spesso mostrata in giro insieme a Mika ed Hazuki, tutte e tre impegnate nello spiare gli sviluppi della relazione amorosa fra Yuuto ed Haruka.
Alistia Rein (アリスティア＝レイン?, Arisutia＝Rein)
Doppiatore originale:Rie Kugimiya
Giovanissima cameriera di casa Nogizaka, sempre al seguito di Hazuki e Nanami. Non è giapponese, e parla molto raramente. Tuttavia ha un'incredibile forza fisica, al punto di essere la guardia del corpo personale delle ragazze Nogizaka.

### Altri personaggi
Milan Himemiya (姫宮 みらん?, Himemiya Miran)
Doppiatore originale:Hitomi Nabatame

## Media

### Light novel
Nogizaka Haruka no Himitsu è iniziato come serie di light novel scritte da Yūsaku Igarashi, e disegnate da Shaa. The La serie ha iniziato la propria serializzazione sulla rivista della MediaWorks Dengeki hp a partire dal 18 giugno 2004. Il secondo capitolo è stato pubblicato il 21 agosto 2004. Poco meno di due mesi dopo il 10 ottobre 2004, il primo volume della serie è stato pubblicato dalla ASCII Media Works. Al 2011 sono stati pubblicati quattorddici volumi. Il Mainichi Shimbun ha riportato la notizia che a gennaio 2008, sono state vendute oltre 700 000 copie dei primi sette volumi.

#### Volumi
| Nº | Data di prima pubblicazione | Data di prima pubblicazione | Data di prima pubblicazione |
| Nº | Giapponese                  | Giapponese                  |                             |
| -- | --------------------------- | --------------------------- | --------------------------- |
| 1  | 10 ottobre 2004             | ISBN 4-8402-2830-2          |                             |
| 2  | 10 giugno 2005              | ISBN 4-8402-3059-5          |                             |
| 3  | 10 dicembre 2005            | ISBN 4-8402-3234-2          |                             |
| 4  | 10 giugno 2006              | ISBN 4-8402-3447-7          |                             |
| 5  | 10 dicembre 2006            | ISBN 4-8402-3634-8          |                             |
| 6  | 10 giugno 2007              | ISBN 978-4-8402-3880-9      |                             |
| 7  | 10 dicembre 2007            | ISBN 978-4-8402-4115-1      |                             |
| 8  | 10 luglio 2008              | ISBN 978-4-04-867127-9      |                             |
| 9  | 10 dicembre 2008            | ISBN 978-4-04-867419-5      |                             |
| 10 | 10 giugno 2009              | ISBN 978-4-04-867841-4      |                             |
| 11 | 10 dicembre 2009            | ISBN 978-4-04-868198-8      |                             |
| 12 | 10 luglio 2010              | ISBN 978-4-04-868651-8      |                             |
| 13 | 10 dicembre 2010            | ISBN 978-4-04-870126-6      |                             |
| 14 | 10 luglio 2011              | ISBN 978-4-04-870594-3      |                             |
| 15 | 10 gennaio 2012             | ISBN 978-4-04-886253-0      |                             |
| 16 | 10 luglio 2012              | ISBN 978-4-04-886626-2      |                             |

### Manga
Un adattamento come manga della storia è stato iniziato da Yasuhiro Miyama a partire dal 26 agosto 2006 sulla rivista di manga seinen Dengeki Moeoh, sempre edita dalla ASCII Media Works. Quattro tankōbon sono stati stampati dalla ASCII Media Works' Dengeki Comics dal 27 ottobre 2007 al 27 settembre 2010.

#### Volumi
| Nº | Data di prima pubblicazione | Data di prima pubblicazione | Data di prima pubblicazione |
| Nº | Giapponese                  | Giapponese                  |                             |
| -- | --------------------------- | --------------------------- | --------------------------- |
| 1  | 27 ottobre 2007             | ISBN 978-4-8402-4093-2      |                             |
| 2  | 27 agosto 2008              | ISBN 978-4-04-867252-8      |                             |
| 3  | 27 novembre 2009            | ISBN 978-4-04-868249-7      |                             |
| 4  | 27 settembre 2010           | ISBN 978-4-04-868988-5      |                             |

### Anime

Logo della serie

Nogizaka Haruka no Himitsu è stato adattato in un anime di dodici episodi, trasmesso in Giappone fra il 3 luglio ed il 25 settembre 2008 dalla rete televisiva Chiba TV. L'anime è prodotto da Studio Barcelona e diretto da Munenori Nawa. La serie è stata poi raccolta in sei DVD pubblicati dalla Geneon Entertainment fra il 26 settembre 2008 ed il 27 febbraio 2009. Un Blu-ray contenente l'intera serie è stato pubblicato in Giappone il 26 settembre 2009.
Una seconda serie dell'anime, intitolata Nogizaka Haruka no Himitsu: Purezza (乃木坂春香の秘密 ぴゅあれっつぁ♪?, Nogizaka Haruka no Himitsu: Pyuarettsa) è stata annunciata in un pamphlet incluso nel decimo volume della serie di light novel Spice and Wolf. Questa serie è nuovamente diretta da Munenori Nawa e prodotta da Studio Barcelona sotto il nome Diomedea. La serie è andata in onda per dodici episodi dal 6 ottobre al 22 dicembre 2009 in Giappone.

#### Episodi
| Nº                                               | Giapponese 「Kanji」 - Rōmaji                                     | In onda           | In onda |
| Nº                                               | Giapponese 「Kanji」 - Rōmaji                                     | Giapponese        |         |
| Nogizaka Haruka no himitsu (12 episodi)          |                                                                   |                   |         |
| 1                                                | 「もう、ダメです…」 - Mō, dame desu...                            | 10 luglio 2008    |         |
| 2                                                | 「初めてなんです…」 - Hajimete nan desu...                        | 17 luglio 2008    |         |
| 3                                                | 「おしまいです…」 - Oshimai desu...                               | 24 luglio 2008    |         |
| 4                                                | 「変じゃないでしょうか…?」 - Hen janai deshō ka?                  | 31 luglio 2008    |         |
| 5                                                | 「そんなに見られますと…」 - Sonna ni miraremasu to...             | 7 agosto 2008     |         |
| 6                                                | 「なつこみ…です」 - Natsu komi... desu                            | 14 agosto 2008    |         |
| 7                                                | 「…大好きなんです！」 - ...Daisuki nan desu!                      | 21 agosto 2008    |         |
| 8                                                | 「…おに～さん☆」 - ...Oni~san☆                                    | 28 agosto 2008    |         |
| 9                                                | 「嬉しかったです…」 - Ureshikatta desu...                         | 4 settembre 2008  |         |
| 10                                               | 「一緒に，いたいです…」 - Issho ni, itai desu                     | 11 settembre 2008 |         |
| 11                                               | 「…お待たせしました」 - ...Omataseshimashita                      | 18 settembre 2008 |         |
| 12                                               | 「秘密です!」 - Himitsu desu!                                     | 25 settembre 2008 |         |
| Nogizaka Haruka no Himitsu: Purezza (12 episodi) |                                                                   |                   |         |
| 1                                                | 「一緒に、いきたいです......」 - Issho ni, ikitai desu......      | 5 ottobre 2009    |         |
| 2                                                | 「入れてください......」 - Iretekudasai......                     | 12 ottobre 2009   |         |
| 3                                                | 「あっ、痛......」 - A, ita......                                 | 19 ottobre 2009   |         |
| 4                                                | 「裕人さんのにおい…」 - Yūto-san no nioi...                       | 26 ottobre 2009   |         |
| 5                                                | 「…いい…」 - ...ii...                                             | 2 novembre 2009   |         |
| 6                                                | 「身体が、熱いんです......」 - Karada ga, atsuin desu......       | 9 novembre 2009   |         |
| 7                                                | 「入っちゃったかも......」 - Haichatta kamo                       | 16 novembre 2009  |         |
| 8                                                | 「してあげる......」 - Shiteageru......                           | 23 novembre 2009  |         |
| 9                                                | 「初体験です☆」 - Hatsutaiken desu ☆                              | 30 novembre 2009  |         |
| 10                                               | 「こんなことになっちゃって......」 - Konna koto ni nachatte...... | 7 dicembre 2009   |         |
| 11                                               | 「感じていたいです......」 - Kanjiteitai desu......               | 14 dicembre 2009  |         |
| 12                                               | 「約束です♪」 - yakusoku desu ♪                                   | 21 dicembre 2009  |         |

#### Colonna sonora
Sigle di apertura
- Tomadoi Bitter Tune (とまどいビターチューン?) cantata da Milan Himemiya e Chocolate Rockers
- Chōhatsu Cherry Heart (挑発 Cherry Heart?) cantata da Milan Himemiya e Chocolate Rockers

Sigle di chiusura
- Hitosashiyubi Quiet! (ひとさしゆびクワイエット?) cantata da N's: Kana Ueda, Mai Goto, Rina Satou, Kaori Shimizu, Mamiko Noto
- Himitsu Suishō! Uru to Love (秘密推奨！うるとLOVE?) cantata da N's: Kana Ueda, Mai Goto, Rina Satou, Kaori Shimizu, Mamiko Noto

### Drama radiofonico
È stato prodotto un drama radiofonico di quattro episodi, trasmesso per la prima volta il 27 ottobre 2007 nel corso del programma Dengeki Taishō. Un CD drama di un'ora, che racconta la stessa storia trasmessa dalla radio, è stato pubblicato il 10 gennaio 2008. I doppiatori di entrambe le versioni del drama sono gli stessi utilizzati anche per il doppiaggio dell'anime.

### Visual novel
Una visual novel basata sulla serie è stata sviluppata per PlayStation 2 dalla Vridge e pubblicata dalla ASCII Media Works il 25 settembre 2008 in Giappone. La visual novel è intitolata Nogizaka Haruka no Himitsu: Cosplay Hajimemashita (乃木坂春香の秘密 こすぷれ、はじめました♥?). Una seconda video novel, sempre sviluppata dalla Vridge e pubblicata dalla ASCII Media Works, si intitolata Nogizaka Haruka no Himitsu: Dōjinshi Hajimemashita (乃木坂春香の秘密 同人誌はじめました♥?) è stata pubblicata come download in cinque parti per PlayStation Portable. Il titolo è stato poi pubblicato su Universal Media Disc il 28 ottobre 2010.

## Riferimenti ad altre opere
Negli episodi 2 e 6 dell'anime vengono fatte per ognuno una citazione di Bokusatsu tenshi Dokuro-chan (il gruppo che ha disegnato questo manga è lo stesso che ha creato il suddetto). Nel secondo, ad Akihabara, si può sentire in sottofondo la sigla di "Binkan Sensible Salaryman", un personaggio nominato saltuariamente in Dokuro-chan, mentre nel sesto, nel tentativo di salvare Yūto e Haruka da una folla di fotografi impiccioni, la cameriera Hazuki veste proprio con un cosplay di Dokuro-chan.